# World Cosplay Summit
World Cosplay Summit (世界コスプレサミット, Sekai Kosupure Samitto) (WCS) er et årlig international cosplay-event, der har været afholdt i Japan siden 2003. Siden 2005 har den arrangeret verdensmesterskaber i cosplay, World Cosplay Championship, med kvalifikationsrunder i 30 forskellige lande herunder Danmark, der har deltaget siden 2007. I 2023 trak J-Popcon sig fra deltagelsen i World Cosplay Summit grundet deres fortsatte involvering i et partnerevent i Saudi-Arabien grundet landets forhold til menneskerettigheder og LGBTQ+.

## De danske kvalifikationsrunder
Der er tradition for at arrangere en cosplaykonkurrence ved den danske anime convention J-Popcon, der arrangeres hvert år i starten af året (indtil 2011 første weekend i november). Den danske kvalifikationsrunde indgik i årene 2007-2011 som en del af denne konkurrence, idet de deltagere, der ønskede det, deltog både i kvalifikationen og den rent danske cosplaykonkurrence, mens øvrige kun deltog i den danske konkurrence. Vinderne af den danske kvalifikation deltog efterfølgende i WCS i begyndelse af august året efter.
Af tidsårsager måtte det første kvalifikation imidlertid arrangeres som en uafhængig begivenhed 17. marts 2007 i Kedelhallen på Frederiksberg, således at vinderne kunne nå at deltage i WCS 2007. Denne første kvalifikation kaldtes Danish Cosplay Summit, men dette navn er ikke blevet benyttet efterfølgende.
Der blev ikke arrangeret J-Popcon i 2012, da man valgte at flytte tidspunktet for det til marts 2013. Desuden besluttedes de at dele cosplayshowet i to, dels en mere uforpligtigende og dels Danish Cosplay Championship (DCC) med kvalifikation til World Cosplay Summit, European Cosplay Gathering og EuroCosplay. I forhold til World Cosplay Summit betød det, at kvalifikationen nu finder sted samme år som finalen i Japan.

## Vindere af den danske kvalifikationsrunde
| Dato              | Sted                        | Vinder Act                                                                 | Placering ved WCS            |
| ----------------- | --------------------------- | -------------------------------------------------------------------------- | ---------------------------- |
| 17. marts 2007    | Kedelhallen Frederiksberg   | Marie Mortensen og Stine Holm Jensen Trinity Blood                         | Uden for toppen              |
| 3. november 2007  | Korsgadehallen København N. | Liuwina Hæklund og Risa Tsubasa Chronicles                                 | Uden for toppen              |
| 9. november 2008  | Marketenderiet Valby        | Ida Kirkegaard og Sigge Tine Ludvigsen Magical Girl Lyrical Nanoha         | -                            |
| 7. november 2009  | Marketenderiet Valby        | Line Maria Eriksen og Louise Eriksen Kingdom Hearts Halloween Town Version | Nr. 9                        |
| 13. november 2010 | DGI Byen København V.       | Abena Kuranchie og Sørine Karlsson Wild Arms 5                             | -                            |
| 12. november 2011 | Øksnehallen København V.    | Maria Raarup Corell og Josefine Hansen Xxx Holic                           | -                            |
| 16. marts 2013    | Øksnehallen København V.    | Anne Andersen og Mona Winther Blazblue                                     | -                            |
| 28. marts 2014    | Øksnehallen København V.    | Sarah Wallin og Alexander Hvidberg Olympos                                 | Brother Award                |
| 16. marts 2015    | Øksnehallen København V.    | Sørine Gradholt Karlsson og Carina Gradholt Karlsson Drakengard            | -                            |
| 21. februar 2016  | Øksnehallen København V.    | Sarah Wallin og Alexander Hvidberg The Angel of Elhamburg                  | Nr. 2                        |
| 22. april 2017    | Øksnehallen København V.    | Maria Raarup Corell og Lea Olsen Dynasty Warriors                          | -                            |
| 28. april 2018    | Øksnehallen København V.    | Alexander Hvidberg og Kristine Dalby Thunderbolt Fantasy                   | Brother Award                |
| 18. april 2019    | Øksnehallen København V.    | Louise Hjuler Larsen og Sabine Larsen SINoALICE                            | -                            |
| 16. oktober 2021  | Øksnehallen København V.    | Dea Christensen og Misaki Lorentzen Code Realize                           | Best Drama Performance Award |